# Bisdom Augsburg

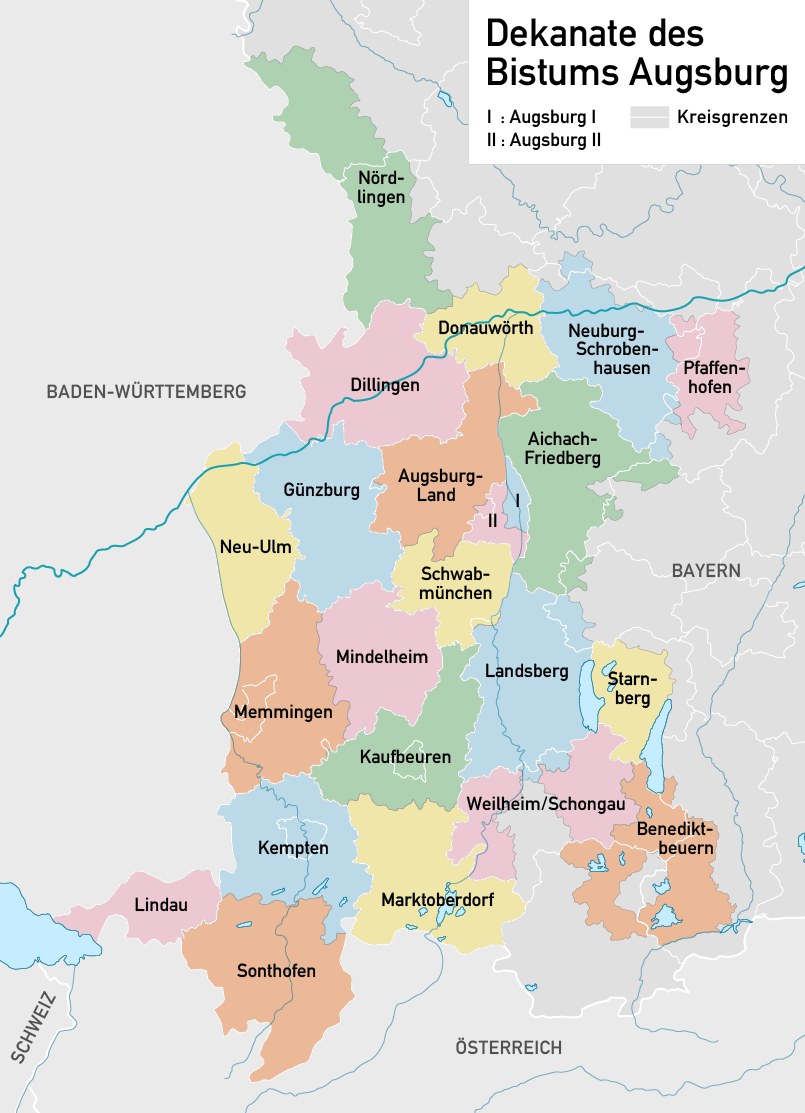
Kaart met daarop de dekanaten in het Bisdom Augsburg.

Bisdom Augsburg (Duits: Bistum Augsburg, Latijn: Dioecesis Augustana Vindelicorum) is een rooms-katholiek bisdom met zijn hoofdzetel in de Duitse stad Augsburg. Het bisdom omvat het zuidwestelijke deel van de deelstaat Beieren.
Het christendom rond Augsburg gaat al terug tot de 3e eeuw van onze jaartelling. De heilige Afra van Augsburg stierf in 304 de martelaarsdood. De eerste bisschop die voor historici met zekerheid bekend is, is bisschop Wikterp (ook Wigbert of Wiggo), die in 772 overleed.